# Qui a peur de Virginia Woolf ?
Pour le film de Mike Nichols, voir Qui a peur de Virginia Woolf ? (film).
Qui a peur de Virginia Woolf ? (Who’s Afraid of Virginia Woolf?) est une pièce de théâtre en trois actes d’Edward Albee présentée pour la première fois à Broadway, au Billy Rose Theater le 13 octobre 1962. La distribution originale se compose de Uta Hagen (Martha), Arthur Hill (George), Melinda Dillon (Honey) et George Grizzard (Nick), dans une mise en scène d'Alan Schneider. Henderson Forsythe et Mercedes McCambridge ont aussi joué dans cette mise en scène.

## Argument
Un couple de quinquagénaires se déchire sous les yeux d'un jeune couple.
Martha, la cinquantaine, fille du grand patron de l'université, est mariée depuis plus de vingt ans à George, professeur d'histoire. C'est une femme grande et solide, encore belle mais d'une beauté altérée, et d'un tempérament par moments violent. Lui, plus jeune, grisonnant, pourtant beau, est d'une intelligence redoutable qui devient inquiétante au fil des actes.
À la suite d'une réception donnée par le père de Martha, Nick, jeune professeur de biologie, cheveux coupés court, opportuniste, franchement arriviste et animé de ruses simples mais efficaces, est venu prendre un verre avec sa jeune épouse Honey, angélique, sotte et souvent à la limite de l'hystérie, rêveuse et évanescente, de fait, ce n'est qu'un petit monstre sec.
Une scène de ménage d'une sourde violence éclate entre George et Martha : tout au long de la pièce c'est un déballage délirant de vérités et de mensonges qui va bouleverser surtout le jeune couple. George et Martha, au matin, seuls, se retrouveront encore une fois ensemble. Jusqu'au prochain ouragan.

## Titre de la pièce
À plusieurs reprises au cours de la pièce, George chantonne l'air de Qui a peur du grand méchant loup ? (Who’s Afraid of the Big Bad Wolf), tiré du dessin animé de Walt Disney Les trois petits cochons (1933).
Albee a expliqué que ce titre pouvait être interprété par la question suivante : « Qui a peur de vivre une vie sans illusions ? ».

## Récompenses
Qui a peur de Virginia Woolf ? par le New York Drama Critics' Circle Award en tant que meilleure pièce de théâtre.
Lors des Tony Awards 1963, la pièce remporte 4 prix : Tony Award de la meilleure pièce, Tony Award du meilleur acteur dans une pièce pour Arthur Hill, Tony Award de la meilleure actrice dans une pièce pour Uta Hagen et Tony Award de la meilleure mise en scène pour Alan Schneider.
Elle a aussi été sélectionnée pour le prix Pulitzer la même année pour les textes dramatiques. Elle a toutefois été refusée par le comité consultatif de la récompense — composé des administrateurs de l'Université Columbia — en raison de l'utilisation alors controversée du blasphème et des thèmes sexuels.

## Adaptations

Une mise en scène de 2007 à Otterbein University.

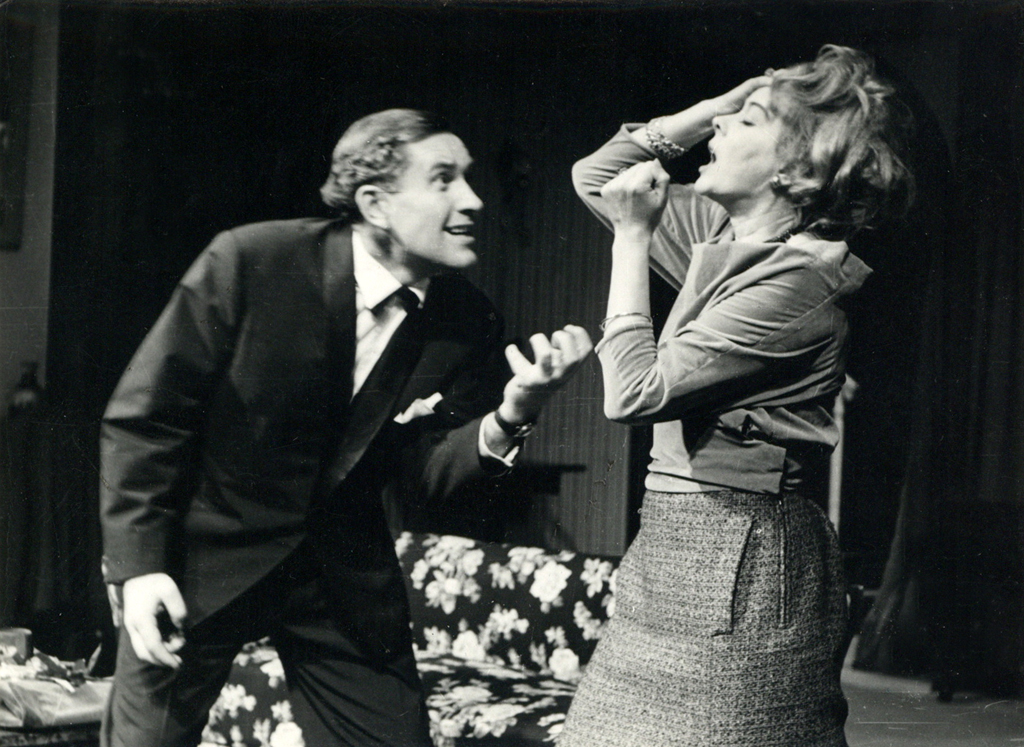
Duša Počkaj et Jurij Souček dans une adaptation de 1969 du Drama du Théâtre national slovène

La pièce a été adaptée à l'écran par Mike Nichols en 1966, sous le même titre.
La première adaptation française de cette pièce a été faite par Jean Cau avec une mise en scène de Franco Zeffirelli et des décors de Fiorella Mariani.
Sa création a eu lieu à Paris au Théâtre de la Renaissance le 1er décembre 1964. La distribution était composée de Madeleine Robinson (Martha), Raymond Gérome (George), Pascale Audret (Honey) et Claude Giraud (Nick).
La pièce a été jouée à Genève en 1979 au Théâtre du Caveau (dans l'adaptation de Jean Cau) avec un vif succès. La mise en scène était de Philippe-Emmanuel Kuhne et le décor de Françoise Heiniger. La distribution des rôles : Max Heinzelmann (George), Anne-Lise Fritsch (Martha), Sabine Pétremand (Honey) et Michel Kuhne (Nick).
Pierre Laville fait une adaptation en 1996, parue chez Actes Sud-Papiers, et créée à Paris au Théâtre de la Gaîté-Montparnasse dans une mise en scène de John Berry, avec Niels Arestrup et Myriam Boyer (remplacée par Catherine Arditi à la suite d'un conflit).
La pièce, non pas adaptée, mais traduite par Daniel Loayza, a été jouée au Théâtre national de Bordeaux en Aquitaine à Bordeaux en mars 2009 par Dominique Pitoiset, qui jouait aussi le rôle de George, avec Nadia Fabrizio (Martha), Deborah Marique (Honey) et Cyril Texier (Nick) et reprise en tournée en France de 2009 à 2011.
En 2011, la pièce est mise en scène par Jean-Louis Sol (Compagnie de l'Écharpe Blanche), qui incarnait George, avec Suzanne de Morlhon (Martha), Jasmine Dziadon (Honey) et Alexandre Charlet (Nick). 	
En 2016, Alain Françon met en scène la pièce au Théâtre de l'Œuvre à Paris avec Dominique Valadié (Martha) et Wladimir Yordanoff (George).

## Influence
La pièce est analysée en détail comme exemple pour illustrer le concept de double contrainte par Paul Watzlawick.